# 太陽國際
太陽國際資源有限公司，簡稱太陽國際資源、太陽國際（英語：Sun International Resources Limited，港交所：8029），在2008年5月16日由嘉利福控股有限公司更名而來，其前身為太陽國際集團有限公司。業務除了經營天然資源開發外，亦向客戶提供有關於網上娛樂及遊戲活動之電腦系統及相關服務、營運菲律賓卡卡灣渡假村，以及製作及發行電影以及提供其他電影相關服務。地區包括中國、菲律賓和印尼。現時董事長及總裁為鄭丁港，總部位於香港香港島干諾道中168-200號信德中心招商局大廈24樓2412-2418室。
小型內房股前稱鸿隆控股有限公司的太陽世紀（1383），去年因第二大股東趙銘欠債，先前用作抵押的25%股權要強制出售，周焯華成為接貨者，一躍成為鴻隆主席，並將公司易名為太陽世紀。近期捷豐家居（776）亦面對同樣處境，被周焯華等人提出全面收購建議。2012年下半年，周焯華等人更進軍本地足球圈，注資「天水圍飛馬」，並易名為「太陽飛馬」出戰新球季。
2012年8月2日周焯華及有關人士斥資5450萬元購入1868平方呎、呎價29175元的尖沙嘴九龍站天璽50樓A室，新買家為太陽世紀發展有限公司，董事包括周焯華、楊素麗及李志成等人。
2014年1月9日，新世界集團旗下之國際娛樂公司公佈以73.5億元（9.48億美元）價格，向太陽城集團主席周焯華收購其博彩中介業務（俗稱「疊碼」）澳門太陽城博彩推廣公司（Sun City Gaming Promotion Co）70%股權，其中一部份將按每股5元，發行不多於擴大後股本29%支付，其餘代價則考慮以每股不低於5元，透過配售新股或可換股證券籌集資金支付，意味周焯華將持有國際娛樂29%權益，成為第二大股東。太陽城集團旗下最少有17個貴賓廳，已經進佔至當地貴賓廳市場的三甲之內，其后因作價太高交易告吹。
公司連續6年錄得虧損，累計虧損共約13.56億元。另外，值得注意的是2018年最近公司報表中獨立核數師報告對公司持「否定意見」。報告指，太陽國際之綜合財務報表並無根據香港會計師公會頒布之香港財務報告準則真實公平反映集團於2018年3月31日之綜合財務狀況，以及於期間之綜合財務表現及綜合現金流量。